# Juana de Flandes
Juana de Flandes (c. 1295-septiembre de 1374) también conocida como Juana "la Flama" (la llama) (en francés : Jeanne de Flandres, Jeanne la Flamme) fue Duquesa de Bretaña por su matrimonio con Juan de Montfort. La mayor parte de su vida estuvo dedicada a la defensa de los derechos de su marido y, más tarde, de su hijo, los cuales fueron desafiados por la Casa de Blois durante la guerra de sucesión bretona. Conocida por su ardiente personalidad, Juana dirigió la causa montfortiana después de que su marido fuera capturado, y comenzó la lucha, mostrando considerable habilidad como dirigente militar.
Poco después de refugiarse en Inglaterra, fue confinada en el Castillo de Tickhill por orden del rey Eduardo III.
Juana fue altamente alabada por el cronista Jean Froissart por su coraje y energía. Debido a sus hazañas de liderazgo, David Hume la describió como "la mujer más extraordinaria de la época".

## Vida
Juana era hija  de Luis I, Conde de Nevers y Juana, Condesa de Rethel, y hermana de Luis I, Conde de Flandes. Se casó con Juan de Monfort en marzo de 1329. Juan de Monfort reclamó el título de Duque de Bretaña, aunque su reclamación fue impugnada por Juana de Penthièvre y su marido, Carlos de Blois. Juana y Juan tuvieron dos hijos:
- Juan IV, Duque de Bretaña (1339–1399).
- Juana de Bretaña, Baronesa de Drayton (1341–después del 20 de octubre de 1399), nacida al inicio de la guerra de sucesión bretona, casada antes del 21 de octubre de 1385 con Ralph Basset, 4.º Barón Basset de Drayton.

### Guerra de sucesión bretona
Cuando Juan III, duque de Bretaña murió sin hijos en 1341, dejó atrás una polémica disputa sucesoria. Durante muchos años había intentado encontrar el modo de asegurarse que los hijos de su madrastra, Yolanda de Dreux no heredaran el Ducado, incluyendo el intento de anular su matrimonio con su padre. Por entonces declaró su heredera a su sobrina Juana de Penthièvre. Aun así se reconcilió con su medio hermano, Juan de Monfort, poco antes de su muerte, e indicó que sería él su sucesor. Así a la muerte del Duque Juan III, había dos pretendientes rivales al Ducado de Bretaña: la Casa de Montfort, dirigida por Juan de Montfort y su mujer Juana, y la Casa de Blois dirigida por Carlos de Blois y su mujer Juana de Penthièvre.
Juan de Montfort fue a París para ser atendido por el rey Felipe VI de Francia. Felipe era tío de Carlos, y encarceló a Juan, a pesar de haberle dado una promesa de conducta segura. Felipe y los tribunales franceses declararon entonces a Juana y Carlos los verdaderos herederos del Ducado.
Juana entonces anunció a su pequeño hijo como dirigente de la facción montfortiana y ella como regente. Reunió un ejército y capturó Redon. Desde allí fue a Hennebont, para preparar un asedio. Carlos de Blois llegó debidamente en 1342 y asedió la ciudad. Juana envió a Amaury de Clisson para solicitar ayuda al rey Eduardo III de Inglaterra. Eduardo estaba ansioso por darla, ya que había estado reclamando la Corona francesa para sí mismo, y por tanto estaba en desacuerdo con Felipe. Si  pudiera conseguir a Bretaña como aliada, esto sería una gran ventaja para futuras campañas. Así, preparó barcos bajo la orden de Guillermo de Mauny para aliviar el asedio.

#### Asedio de Hennebont

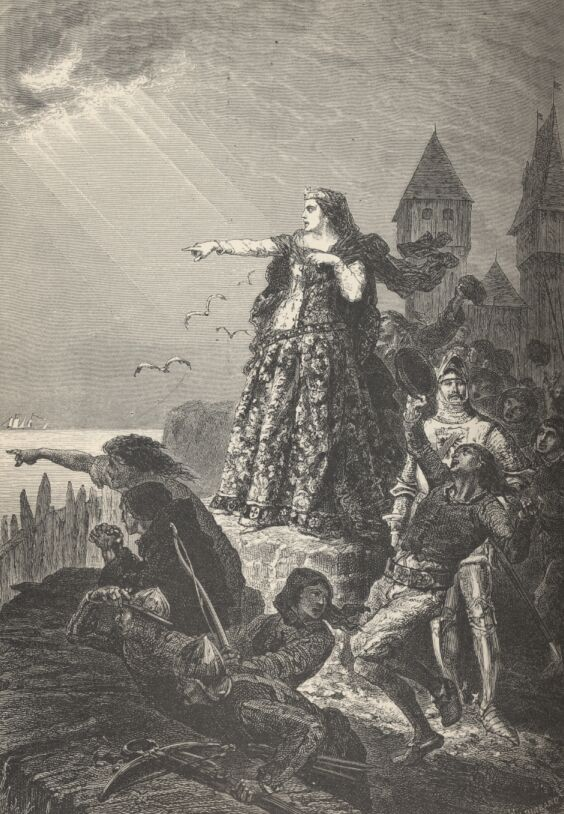
Juana de Flandes ve la flota inglesa llegando para aliviar Hennebont, 1342. Ilustración de François Guizot, en Historia de Francia, 1869.

En el asedio de Hennebont, Juana tomó las armas y, vestida con armadura, condujo la defensa de la ciudad, animando a las personas a luchar, e instando incluso a las mujeres a "cortar sus faldas y tomar su seguridad con sus propias manos". Cuando observó desde una torre y vio que el campamento enemigo estaba casi desguarnecido, condujo trescientos hombres a la carga, quemando los suministros de Carlos y destruyendo sus tiendas. Después de esto se hizo conocida como "Juana la Flama (la Llama)". Cuando la facción Blois se dio cuenta de lo que pasaba, cortaron su retirada a la ciudad, pero ella y sus caballeros se dirigieron hacia Brest, atrayendo a una parte de las fuerzas de Blois a sus filas. Tras asegurarse Brest, reunió más partidarios adicionales y en secreto regresaron a Hennebont, eludiendo a las fuerzas Blois y reingresando a la ciudad con sus refuerzos.
Carlos de Blois intentó matar de hambre a los habitantes de Hennebont. Durante una larga reunión, el obispo de Leon intentó persuadir a Juana para que se rindiera, pero desde la ventana vio la flota de Guillermo de Mauny arribar desde Inglaterra. Hennebont se fortaleció con los refuerzos ingleses y resistió. Carlos se vio forzado a retroceder, pero intentó aislar a Juana tomando otras ciudades de Bretaña. A su regreso, de nuevo fracasó en su intento de capturar Hennebont.

#### Nueva lucha
Juana navegó hasta Inglaterra para buscar más refuerzos del rey Eduardo, el cual se los proporcionó, pero la flota inglesa fue interceptada en su regreso a Bretaña por un aliado de Carlos de Blois, Luis de España. En una lucha muy reñida, marineros y caballeros combatieron cuerpo a cuerpo cuando los hombres de Luis intentaron abordar el barco de Juana. Según Froissart, Juana misma luchó en persona "con el corazón de un león, y en su mano blandía una aguda glaive, con la que luchó ferozmente". Finalmente las fuerzas inglesas batieron a los barcos de Luis y tomaron puerto en la cercana Vannes. Capturaron esta ciudad, sitiaron Rennes y buscaron romper el asedio de Hennebont.
Desde este punto Juana tomó parte indirecta en la lucha, pues su facción ahora era dirigida por los señores ingleses de la guerra. Como ninguna de las partes logró conseguir una victoria decisiva, por la tregua de Malestroit en 1343, su marido Juan fue liberado y las hostilidades cesaron por un tiempo. Luego fue encarcelado una vez más, pero huyó y reanudó el conflicto. Cuando su marido murió en 1345 en medio de la guerra, volvió a ser la líder del partido montfortiano para proteger los derechos de su hijo Juan V contra la Casa de Blois. En 1347, las fuerzas inglesas que actuaban en su nombre capturaron a Carlos de Blois en batalla.

### Confinamiento
Por entonces Juana y su hijo vivían en Inglaterra. Después de ser inicialmente bienvenida con honores, más tarde fue confinada por orden del rey Eduardo III y pasó el resto de su vida recluida en Tickhill Castle y otros lugares. El rey le confió su cuidado a Sir William Frank hasta 1346, Thomas Haukeston  (1346–57), John Delves (d. 1370) y finalmente a su viuda Isabella y Godfrei Foljambe. Arthur de la Borderie atribuyó su confinamiento a enfermedad mental, pero búsquedas más recientes no encontraron ninguna evidencia de que estuviera loca. Es poco probable que "Warmer" (Warnier?) de Giston, asistido por sus yeoman, se hubiera arriesgado gravemente comprometiéndose a sí mismo por sacarla del castillo en 1347 e intentado huir si estuviera mentalmente enferma. Eduardo III probablemente la encerró para aumentar su propio poder en Bretaña.
Vivió lo suficiente como para ver la victoria final de su hijo Juan IV, Duque de Bretaña sobre la Casa de Blois en 1364, pero ella nunca regresó al ducado. La última mención a la duquesa y su guardián es del 14 de febrero de 1374. Parece que murió ese año.

## Legado

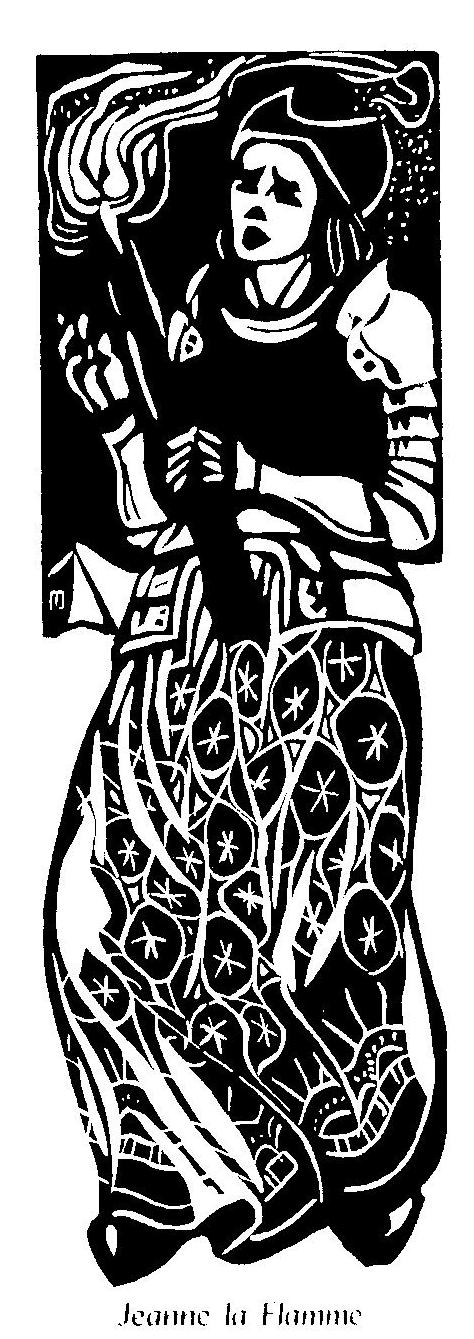
"Juana la Flama", ilustración de Histoire de Notre Bretagne por Jeanne Malivel.

Juana fue pronto conocida como prototipo de mujer marcial en Bretaña, y una posible influencia para Juana de Arco de Francia. Jean Froissart dijo que "tenía el valor de un hombre y el corazón de un león". David Hume la describió como "la mujer más extraordinaria de la época". Las feministas victorianas también la citaron como modelo a seguir. Harriet Taylor Mill la menciona como una de las  "heróicas chatelaines (castellanas)" de la Edad Media en su ensayo "The Enfranchisement of Women". Amelia Bloomer también la cita como una de las "mujeres heroicas" de la época. Pierce Butler dijo que ella es "conocida por nosotros, a través del registro entusiasta de Froissart, como una amazona, pero apenas conocida como mujer". Concluye:

En esas cualidades admiradas por la caballerosidad era indudablemente una mujer extraordinaria: briosa y personalmente valiente, con una cabeza para planear proezas osadas y un corazón para conducirla a través del peligro; impulsiva y generosa, una gobernante entregada y una admiradora de esas acciones de audacia caballeresca en otros las cuales estaba dispuesta a compartir ... Uno no puede leer su historia sin entusiasmarse, pero a uno le gustaría saber más de la mujer antes de otorgar elogios a la condesa "que valía como un hombre en la lucha" y "que tenía el corazón de un león".

Juana fue posteriormente recordada por sus proezas en el folclore bretón, en particular en un balada recogida en el Barzaz Breiz, que relata su ataque al campamento en Hennebont. En el libro nacionalista bretón de Jeanne Coroller-Danio Histoire de Notre Bretagne (1922), Juana es descrita como una heroína de la resistencia bretona a la ocupación francesa.